# Messier 15
A Messier 15 (más néven M15 vagy NGC 7078) gömbhalmaz a Pegasus csillagképben.

## Felfedezése
Az M15 gömbhalmazt Jean-Dominique Maraldi itáliai születésű csillagász fedezte fel 1746. szeptember 7-én, miközben egy üstököst figyelt meg. Charles Messier 1764. június 3-án katalogizálta. 1783-ban William Herschel volt az első, akinek sikerült különálló csillagokat megfigyelnie a halmazban.

## Tudományos adatok
Az M15-ben 112 ismert változócsillag található, ezzel az M3 és az ω Centauri után a harmadik legtöbb ismert változóval rendelkező halmaz. Ezek többsége RR Lyrae-típusú. Egyike a Tejútrendszer legsűrűbb halmazainak. Az M15-ben az ismert pulzárok száma 9.
Az M15 107 km/s sebességgel közeledik felénk.

A Tejútrendszerben az M15 az ismert legidősebb objektum.

## Megfigyelési lehetőség
Az M15 nagyon könnyen megtalálható. Ehhez az ε Pegasi csillagot, majd attól délkeletre a θ Pegasit kell megkeresni. A θ-ból az ε-hoz vezető képzeletbeli egyenes mentén az ε-tól 3 és 1/2 fokra nyugatra és 2 és 1/4 fokra északra található meg a gömbhalmaz.
Különösen kedvező körülmények között szabad szemmel is észlelhető.